# Arcellinida
Az Arcellinida lebenyes héjas amőbák részben egyszerű héjjal körülvett egysejtűekből álló kládja.
Megtalálható talajban, avarban, tőzeglápokban és édesvízben és annak közelében. Állábait mozgásra és táplálkozásra használja. A legtöbb amőbához hasonlóan kettéhasadással, ivartalanul szaporodónak hitték, azonban egy 2011-es elemzés szerint az ivaros szaporodás általános lehet az amőbákban, beleértve az Arcellinidát.

## Történet
A kládot Kent írta le 1880-ban. 1926-ban Cavallini megfigyelte, hogy a héjas állapot utódai élete héj nélkül kezdődik.
2002-ben jelent meg Ralf Meisterfeld Order Arcellinida című monográfiája az Illustrated Guide to the Protozoa részeként, míg az első összefoglaló molekuláris filogenetika 2005-ben jelent meg.
A Corycidia 2017-ig az Arcellinidában szerepelt: Kang et al. ekkor vették ki belőle egysejtes transzkriptomikai eljárással.
Useros et al. 2023-ban leírták 3 atalasszohalin környezetben élő faját, melyek közül egy a tengereknél magasabb sótartalmú vízben is él, noha a korábban ismert fajok a tengereknél alacsonyabb sótartalmúban éltek, azonban tengerekben kevés élő faját találták, és az elsősorban brakkvizű parti lápokban jelentkezik.

## Morfológia
1. Héj
2. Kontraktilis vakuólum
3. Mitokondrium lapos cristákkal
4. Nukleólusz
5. Golgi-készülék
6. Endoplazmatikus retikulum
7. Emésztő űröcske
8. Lizoszóma
9. Fagoszóma
10. Xenoszóma, sejtplazmabeli baktérium
11. Vezikulumok
12. Lobopódiumok
13. Zsákmány (nem méretarányos)

Arcellinida-fajok megjelenése:

Az Arcellinida mindig rendelkezik héjjal. Ez a sejtmembránon kívül van, szekretált vagy külső részecskéket tartalmazó szerves vagy ásványi anyagokból áll, és egy fő nyílása van.
Egyszerű héjait szekretálja (autogén), külső anyagból összetapasztja (xenogén) vagy néha mindkettő jelen van. A korábbi környezeti változások meghatározhatók a fosszilis héjak összetételéből, a korábbi klímaváltozásokat beleértve.
Az autogén héj állhat szerves anyagból, lehet meszes vagy szilikátos, míg a xenogén állhat Euglyphida-pikkelyekből, kovamoszathéjakból vagy újrahasznosított szerves anyagokból. a Sphaerothecina háza álszájjal rendelkezik. A Sphaerothecina héja sugarasan szimmetrikus, de változó alakú: lehet lapos csészealj alakú, félgömb vagy nyújtott, tojás alakú is.
Állábai lehetnek elágazók és vastagok vagy kicsik, laposak, lemezesek és üvegszerűek (Difflugina, Heleopera, Sphaerothecina) vagy kúposak, hegyesek, kizárólag hialoplazmából állók (Phryganellina).
Egyes fajai kerek héjnyílását sekély ajak (Arcella discoides) vagy szerves anyagból lévő vékony gallér (Nebela flabellulum) határolja.

## Életciklus
Az Arcellinida életciklusa kevéssé ismert, mivel 2021-ig nem tenyésztették. Cavallini 1926-ban a héjas Arcellinida-szakaszokról leírta, hogy csupasz utódaik vannak, míg Volkova és Smirnov 2016-ban kimutatták, hogy ha Arcella-faj héját eltávolítják, új héjat tud alkotni, de nem figyeltek meg később osztódást.

## Evolúciós történet
Az Arcellinida-fosszíliák egészen a toniumig visszamenőleg ismertek mintegy 789–759 millió évre. A fosszíliák alapján mintegy 730 millió évvel ezelőtt az Arcellinida fő ágai már kialakultak. Így a legrégebbi eukariótafosszíliák közé tartoznak.
A héjas amőbák polifiletikus csoport (egynél több ősi típusuk van), de egyik csoportjuk, a Testaceafilosea, feltehetően monofiletikus. A szárazföldi fauna ősi héjai gyakoriak fosszilizált borostyánban, de középső krétai héjas amőbák például a Difflugia és Cucurbitella nemzetségből ismertek ősi tavi üledékből is. Feltehetően a csoport keveset fejlődött a fanerozoikum alatt.
Bár nem ismert az Arcellinida közös ősének eredeti élőhelye, az Arcellidae valószínűleg vízi élőhelyekben jelent meg, és csak egyes levezetett Galeripora-fajok (például Galeripora arenaria és közeli rokonai) szárazföldiek kizárólagosan, és élnek akár száraz környezetben is, míg a tőcsoportok víziek.

### Fosszíliák
A toniumi Arcellinida-fosszíliák példák váza alakú mikrofosszíliákra (angolul: vase-shaped microfossil, VSM). A Cycliocyrillium simplex a tonium korjelző fosszíliája lehet. Mivel az egyetlen ismert fosszilizálódó csoport az Amoebozoában, és az egyetlen egyértelmű fosszíliájú csoport a növényeken, a gombákon és az állatokon kívül, a molekuláris óra egyik legrégebbi kalibrációs pontja, így jelenléte alapvető a mai eukarióták fejlődése kezdetének (vagyis a kriogén előtti és az óceáni oxigénszint jelentős növekedése utáni időszak) megértéséhez.
Bár az Arcellinida egész neoproterozoikumi fosszilis rekordja tengerinek tekintett paleokörnyezetekben fordul elő, azonban a 2021-ig ismert mai fajok kontinentális édesvízi környezetekben fordulnak elő, ezért a neoproterozoikumi fosszíliák és a mai Arcellinida-fajok filogenetikai rokonsága kérdéses. Lahr 4 lehetőséget írt le ezzel kapcsolatban aszerint, hogy para- vagy polifiletikusak a váza alakú mikrofosszíliák, és hogy  mikor történt a kontinentális édesvízi környezetekben lévő megjelenés.
Bár a tengerből csak neoproterozoikumi VSM-ek ismertek, és a neoproterozoikumból csak tengeriek, egy fanerozoikumi tengeri vagy egy proterozoikumi kontinentális VSM leírása a Lahr 2021-es tanulmánya 6. ábrájában C és D lehetőségként szereplő lehetőségeket valószínűbbé teszi.:6. ábra

## Ökológia
A Heleopera sphagni, egyes Cucurbitella-, Difflugia-, Hyalosphenia- és Netzelia-fajok szimbionta Chlorella-fajokkal rendelkeznek, így mixotrófok.
Az Arcellinidában egy nemzetségen belül is jelentős különbségek lehetnek a trofikus funkcióban: például a Nebela és a Cryptodifflugia fonálférgeket eszik, a Difflugia és a Phryganella kovamoszat-specialista.
Az Arcella euryhalina halotoleráns: 5% körüli sótartalmú vízben is megél a 2023 előtt ismert fajokkal szemben, melyeket maximum 1,3% sótartalmú part menti sólápokban fedeztek fel. Emellett az A. euryhalina az első atalasszohalin környezetben élő Arcellinida-faj.

### Arcellinida-paradoxon
Az A. euryhalina alapján az Useros et al. által felállított hipotézisük az Arcellinida tengeri hiányáról a biotikus környezeti jellemzőkön alapul: az ökológiai átmenet alacsony biotikus nyomást igényel, vagyis a tavakban a tengernél alacsonyabb fajközi kompetíció és predáció miatt történtek meg az ökológiai átmenetek, míg tengerekben lehetséges versenytásrak a Gromiida, az Euglyphida, egyes kis állatok, a likacsosházúak stb. Bár a likacsosházúak és az Arcellinida élőhelyei átfednek a part menti lagúnákban és más brakkvizű környezetben, általában előbbi dominál magas sótartalomnál, utóbbi alacsony sótartalomnál.

## Rendszertan
Az Arcellinidába 2021-ben az alábbi csoportok tartoztak:
- Phryganellina Bovee 1985
  - Phryganellidae Jung 1942
    - Phryganella Penard 1902

  - Cryptodifflugiidae Jung 1942
    - ?Prantlitina Vasicek et Ruzicka 1957
    - ?Pseudocucurbitella Gauthier-Lievre et Thomas 1960
    - ?Pseudowailesella Sudzuki 1979
    - Cryptodifflugia Penard 1890 [Difflugiella Cash 1904; Geococcus Francé 1913 non Green 1902]
    - Meisterfeldia Bobrov 2016
    - Wailesella Deflandre 1928
- Organoconcha Lahr et al. 2019
  - Microchlamyiidae Ogden 1985
    - Microchlamys Cockerell 1911 [Pseudochlamys Claparede et Lachmann 1859 non Lacordaire 1848 non Comas 1977]
    - Pyxidicula Ehrenberg 1838 non Ehrenberg 1834 non Strelnikova et Nikolajev 1986
    - Spumochlamys Kudryavtsev et Hausmann 2007
- Glutinoconcha Lahr et al. 2019
  - Volnustoma Lahr et al. 2019
    - Heleoperidae Jung 1942
      - Awerintzewia Schouteden 1906
      - Heleopera Leidy 1879

  - Hyalospheniformes Lahr et al. 2019
    - Hyalospheniidae Schulze, 1977 [Nebelidae Taranek 1882]
      - ?Apolimia Korganova 1987
      - ?Deflandria Jung 1942
      - ?Heleoporella Couteaux 1978
      - ?Leidyella Jung 1942
      - ?Metaheleopera Bartos 1954
      - ?Marsipos Medioli et al. 1990
      - ?Paranebela Jung 1942
      - ?Penardiella Kahl 1930
      - ?Pseudogeamphorella Décloitre 1964 nomen nudum
      - ?Pseudohyalosphenia Stepanek 1967 nomen nudum
      - ?Pterygia Jung 1942 non Roeding 1798 non Link 1807 non Laporte 1832
      - ?Schaudinnia Jung 1942 non Schulze 1900
      - ?Umbonaria Jung 1942
      - Alabasta Duckert et al. 2018
      - Alocodera Jung 1942a
      - Apodera Loeblich et Tappan 1961
      - Certesella Loeblich et Tappan 1961
      - Cornutheca Kosakyan et al. 2016
      - Gibbocarina Kosakyan et al. 2016
      - Hyalosphenia Stein 1859
      - Longinebela Kosakyan et al. 2016
      - Mrabella Kosakyan et al. 2016
      - Nebela Leidy 1875
      - Padaungiella Lara et Todorov 2012
      - Planocarina Kosakyan et al. 2016
      - Porosia Jung 1942
      - Quadrulella Cockerell 1909 [Quadrula Schulze 1875 non Rafinesque 1820]

  - Excentrostoma Lahr et al. 2019
    - Centropyxiella Valkanov 1970
    - Oopyxis Jung 1942
    - Centropyxidae
      - Armipyxis Dekhtiar 2009
      - Centropyxis Stein 1857 [Echinopyxis Claparede et Lachmann 1859 non Pantocsek 1913; Collaripyxidia Zivkovic 1975; Toquepyxis Laminger 1971]
      - Conicocassis Nasser et Patterson 2015
      - Proplagiopyxis Schönborn 1964

    - Plagiopyxidae
      - Bullinularia Deflandre 1953 [Bullinula Penard 1911]
      - Geoplagiopyxis Chardez 1961
      - Hoogenraadia GauthierLievre et Thomas 1958
      - Paracentropyxis Bonnet 1960
      - Plagiopyxis Penard 1910
      - Planhoogenraadia Bonnet 1977
      - Protoplagiopyxis Bonnet 1962

  - Longithecina Lahr et al. 2019
    - Lesquereusiidae [Paraquadrulidae Deflandre 1953]
      - Fabalesquereusia Snegovaya et Alekperov 2005
      - Lesquereusia Schlumberger 1845
      - Microquadrula Golemansky 1968
      - Paraquadrula Deflandre 1932
      - Pomoriella Golemansky 1970

    - Difflugiidae Wallich 1864
      - ?Lagenodifflugia Medioli et Scott 1983
      - ?Maghrebia Gauthier-Lievre et Thomas 1958
      - ?Pentagonina Bovee et Jahn 1974 [Pentagonia Gauthier-Lievre et Thomas 1958 non Cozzens 1846; Falsidifflugia Haman 1988]
      - ?Pseudopontigulasia Oye 1956
      - ?Suiadifflugia Green 1975
      - Armatodifflugia Snegovaya et Alekperov 2005
      - Difflugia Leclere 1815 ex Lamarck 1816
      - Mediolus Patterson 2014
      - Nabranella Snegovaya et Alekperov 2009
      - Pelecyamoeba Snegovaya et Alekperov 2005
      - Pontigulasia Rhumbler 1895
      - Pseudonebela Gauthier-Lievre 1954 non Schönborn 1964

  - Sphaerothecina Kosakyan et al. 2016
    - ?Cornuapyxis Couteaux et Chardez 1981
    - ?Ellipsopyxella Bonnet 1975
    - ?Ellipsopyxis Bonnet 1965
    - ?Protocucurbitella Gauthier-Lievre et Thomas 1960 non Naumov
    - Distomatopyxidae Bonnet 1970
      - Distomatopyxis Bonnet 1970

    - Lamtopyxidae Bonnet 1974
      - Lamtopyxis Bonnet 1974

    - Netzeliidae Kosakyan et al. 2016 [Cyclopyxidae Schönborn 1989]
      - Cyclopyxis Bonnet 1953
      - Netzelia Ogden 1979

    - Arcellidae Ehrenberg 1832
      - Galeripora González-Miguéns et al. 2021
      - Arcella Deflandre 1928 [Arcellina Carter 1856 non DuPlessis 1876 non Haeckel 1894; Cyphidium Ehrenberg 1837 non Magnus 1875; Leptocystis Playfair 1918]

    - Trigonopyxidae Loeblich 1964
      - Geopyxella Bonnet et Thomas 1955
      - Trigonopyxis Penard 1912

Arcellinida incertae sedis:
- Argynnia Vucetich, 1974
- Awerintzewia Schouteden, 1906
- Geamphorella Bonnet, 1959
- Jungia Loeblich et Tappan 1961
- Lagenodifflugia Medioli et Scott, 1983
- Lamtoquadrula Bonnet 1975
- Leptochlamys West 1901
- Maghrebia Gauthier-Lievre et Thomas, 1960
- Ochros Medioli et al. 1990
- †Palaeoleptochlamys Strullu-Derrien et al. 2019
- Physochila Jung 1942
- Pseudawerintzewia Bonnet 1959
- Sacculus Medioli et al. 1990 non Gosse 1851 non Hirase 1927 non Neviani 1930
- Schoenbornia Decloitre 1964
- Swabia
- Bipseudostomatidae Snegovaya et Alekperov 2005
  - Bipseudostomatella Snegovaya et Alekperov 2005
  - Gomocollariella Snegovaya et Alekperov 2005
- Mississippiellidae Huddleston et Haman 1985
  - Mississippiella Haman 1982
- Shamkiriidae Snegovaya et Alekperov 2005
  - Shamkiriella Snegovaya et Alekperov 2005

Kosakyan et al. 2016-os cikke szerint 800–2000 faja lehet, ezzel az egyik legnagyobb Amoebozoa-csoport lehet.

## Genetika
Az Arcellinida genomjáról szóló ismeretek 2021-ben korlátozottak voltak, mivel addig nem tenyésztették. Egy, a citokróm c-oxidáz, I. alegység (COI) génjét elemző 2023-as tanulmány szerint a szárazföldi Arcellinida-fajok kládot alkotnak, míg a sóhatáron édesvízi ős általi áthaladás legalább háromszor történt meg.
Aktingénjei leírásakor Lahr et al. 2010-ben két különböző paralógkládot és viszonylag új génbővüléseket mutattak ki.

## Jelentőség
A héjas amőbafajok a késő holocén hidrológiai változásai rekonstrukciójára is használhatók az egyes fajok szűk ökohidrológiai (például vízmélység vagy pH) tűrése miatt, szűk szennyezéstűrésük pedig a szennyezőanyagok (például arzén) bioindikátorává teszi.

## Fordítás
Ez a szócikk részben vagy egészben  az   Arcellinida című angol Wikipédia-szócikk ezen változatának fordításán alapul.  Az eredeti cikk szerkesztőit annak laptörténete sorolja fel. Ez a jelzés csupán a megfogalmazás eredetét és a szerzői jogokat jelzi, nem szolgál a cikkben szereplő információk forrásmegjelöléseként.